# Mister Mondo
Mister Mondo è un concorso di bellezza maschile, organizzato dalla Miss World Organization. Iniziato nel 1996, era stato inizialmente pensato come concorso annuale, ma si è tenuto solo sei volte in quindici anni. Ciò nonostante è considerato uno dei più importanti concorsi di bellezza maschile nel mondo.

## Albo d'oro
| Anno | Data della finale | Vincitore                | Paese       | Luogo dell'evento      | Concorrenti |
| ---- | ----------------- | ------------------------ | ----------- | ---------------------- | ----------- |
| 1996 | 20 settembre      | Tom Nuyens               | Belgio      | Istanbul, Turchia      | 50          |
| 1998 | 18 settembre      | Sandro Finoglio Speranza | Venezuela   | Grândola, Portogallo   | 43          |
| 2000 | 13 ottobre        | Ignacio Kliche           | Uruguay     | Perth, Scozia          | 32          |
| 2003 | 9 agosto          | Gustavo Gianetti         | Brasile     | Londra, Inghilterra    | 38          |
| 2007 | 31 marzo          | Juan García Postigo      | Spagna      | Sanya, Cina            | 56          |
| 2010 | 27 marzo          | Kamal Ibrahim            | Irlanda     | Incheon, Corea del Sud | 74          |
| 2012 | 24 novembre       | Francisco Escobar        | Colombia    | Kent, Inghilterra      | 48          |
| 2014 | 15 giugno         | Nickłas Pedersen         | Danimarca   | Torquay, Inghilterra   | 46          |
| 2016 | 19 giugno         | Rohit Khandelwal         | India       | Southport, Inghilterra | 46          |
| 2019 | 23 agosto         | Jack Heslewood           | Inghilterra | Manila, Filippine      | 72          |